# Herminia barbierii
Herminia barbierii är en fjärilsart som beskrevs av Constantini 1922. Herminia barbierii ingår i släktet Herminia och familjen nattflyn. Inga underarter finns listade i Catalogue of Life.